# Bumetopia vittipennis
Bumetopia vittipennis är en skalbaggsart som beskrevs av Stefan von Breuning 1970. Bumetopia vittipennis ingår i släktet Bumetopia och familjen långhorningar.
Artens utbredningsområde är Filippinerna. Inga underarter finns listade.